# لندیل
لِندیِل (به مجاری:  Lengyel) یک منطقهٔ مسکونی در مجارستان است که در ناحیه بونیهاد واقع شده‌است. لندیل ۲۰٫۰۳ کیلومتر مربع مساحت و ۶۵۲ نفر جمعیت دارد.